# ロサンゼルス・カウンティ美術館
ロサンゼルス・カウンティ美術館 (ロサンゼルス・カウンティびじゅつかん、ロサンゼルス郡美術館、Los Angeles County Museum of Art、通称LACMA) は、アメリカ合衆国カリフォルニア州ロサンゼルス市にある美術館である。美術館としては西海岸最大級の規模を有する。美術館には、伊藤若冲を中心とする日本画の収集家として知られるジョー・プライスが建設を主導し、プライスコレクション約600点のうち約200点を寄託品として収蔵する日本館（en:Pavilion for Japanese Art）が設置されている。

## ギャラリー

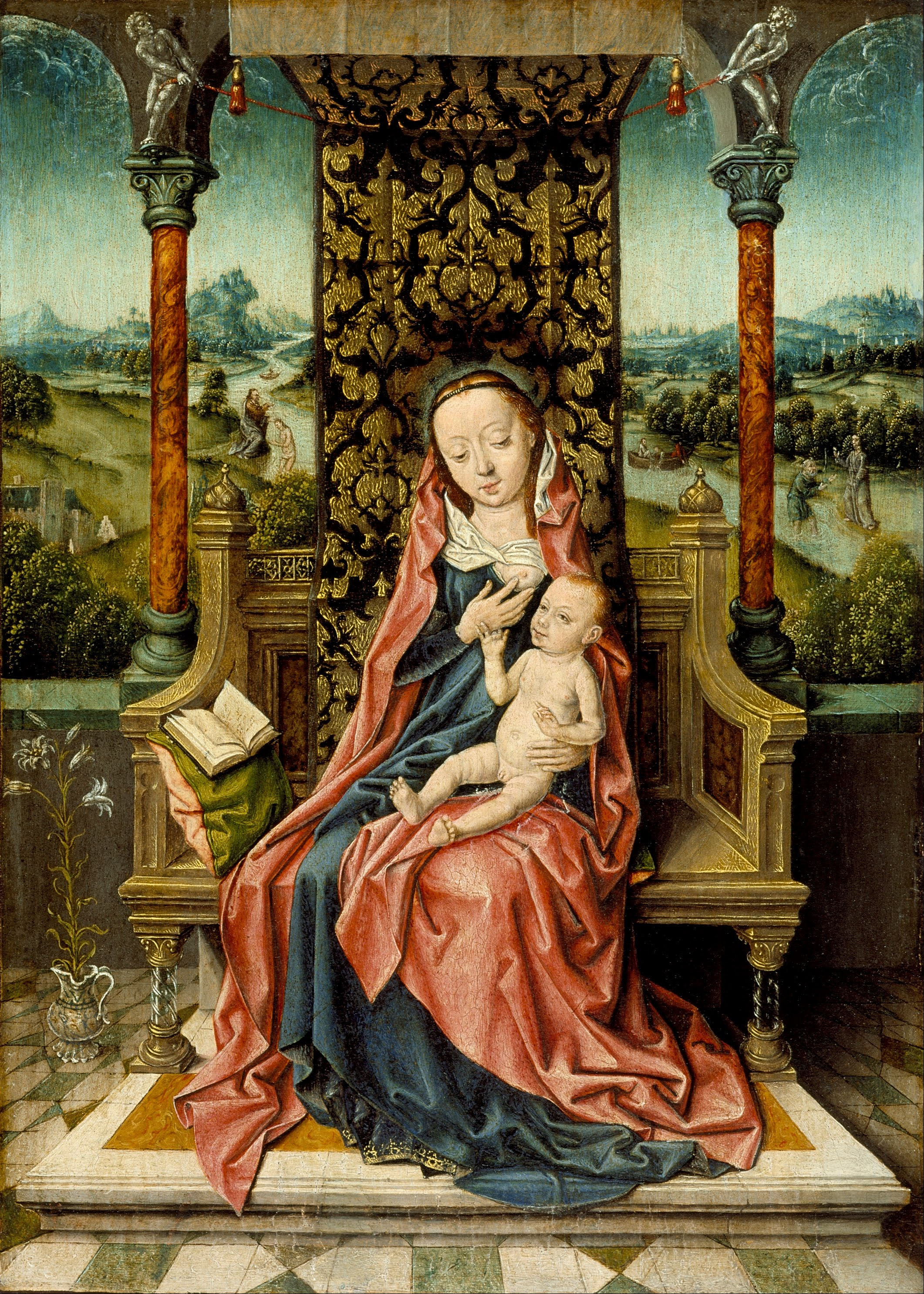
アルベルト・ボウツ, Madonna and Child Enthroned, av. 1510
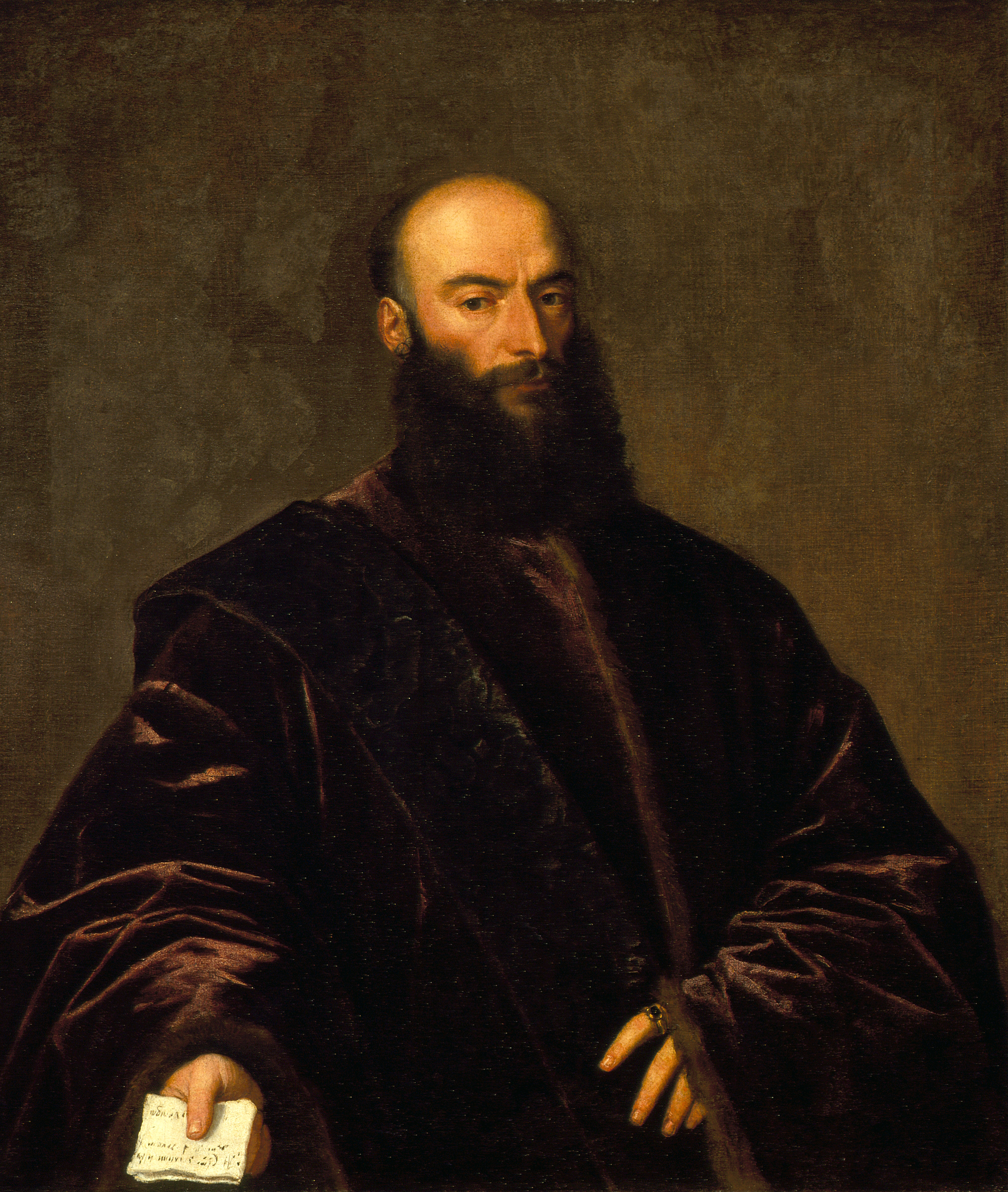
ティツィアーノ・ヴェチェッリオ, Portrait of Jacopo (Giacomo) Dolfi, 1532
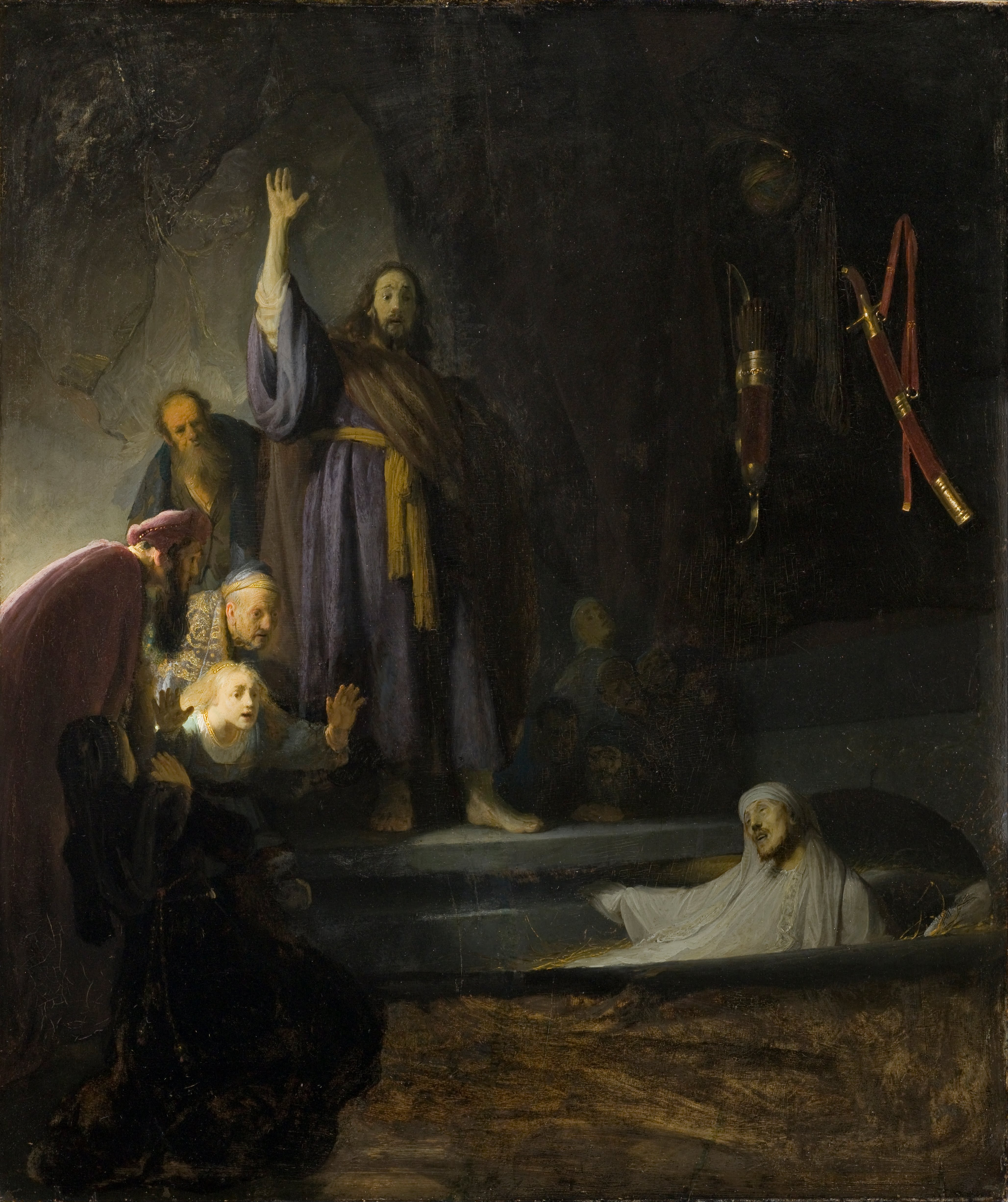
レンブラント・ファン・レイン, 『ラザロの復活』, 1630年
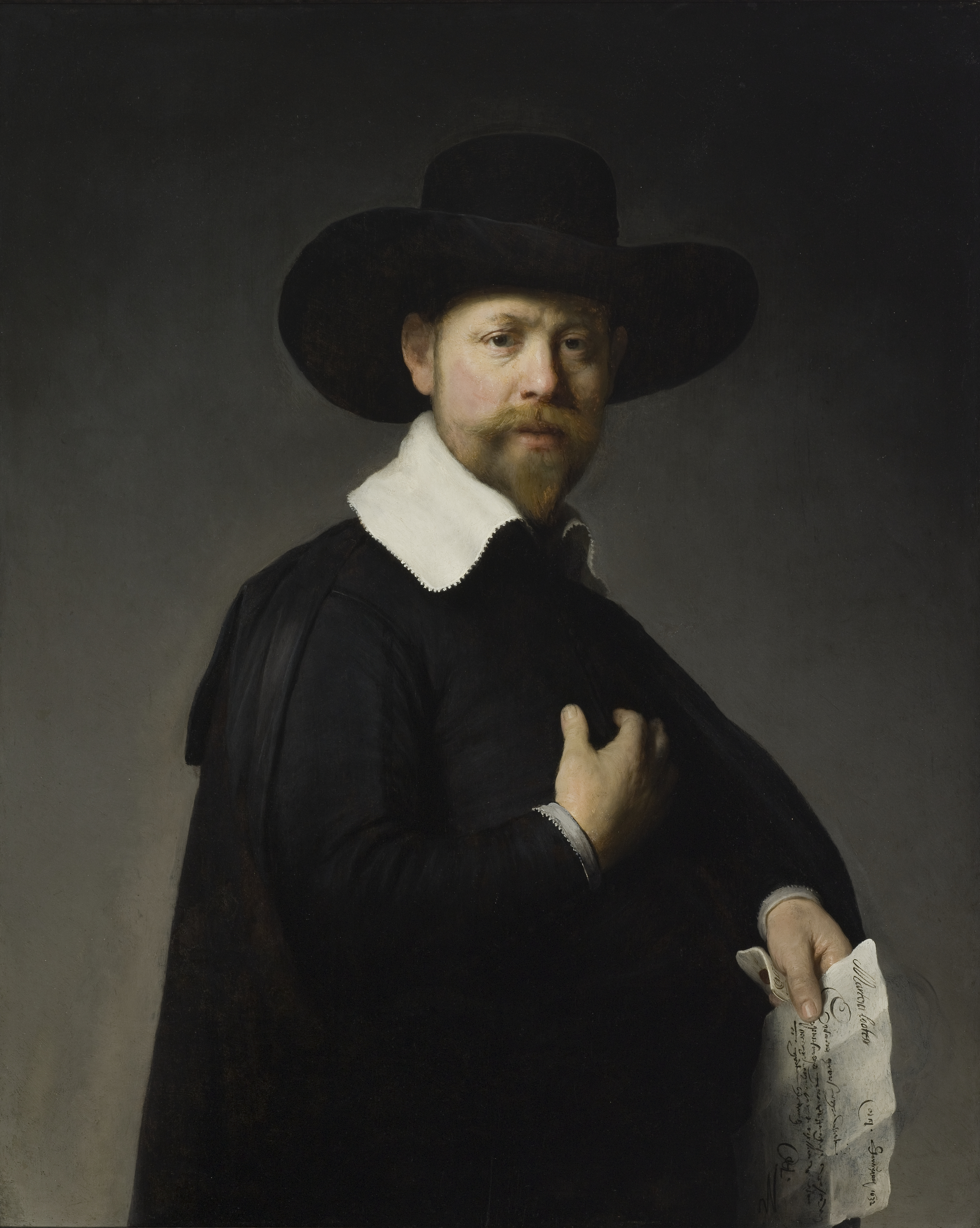
レンブラント・ファン・レイン, Portrait of Martin Looten, 1632
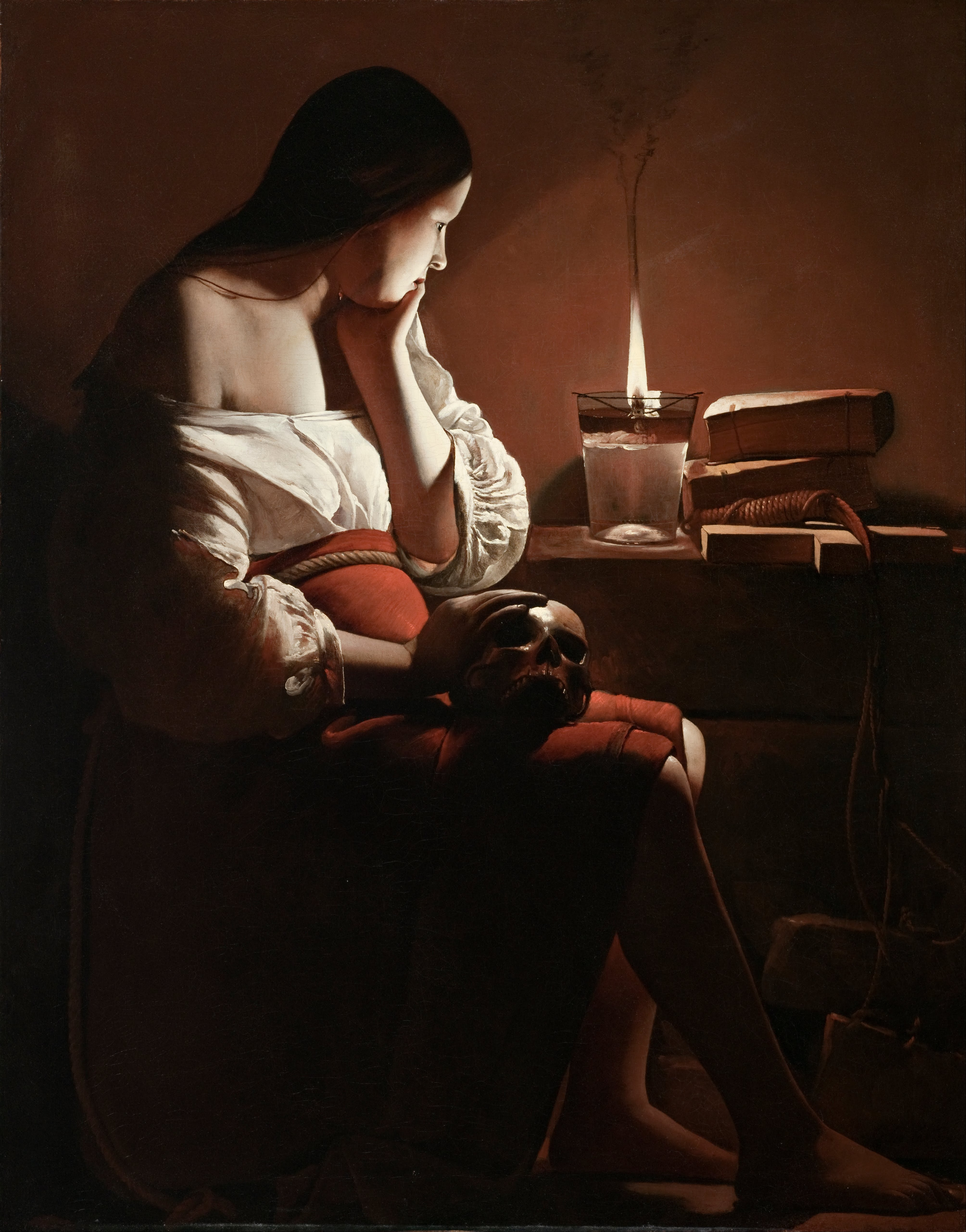
ジョルジュ・ド・ラ・トゥール, 『ゆれる炎のあるマグダラのマリア』, 1638-40年頃
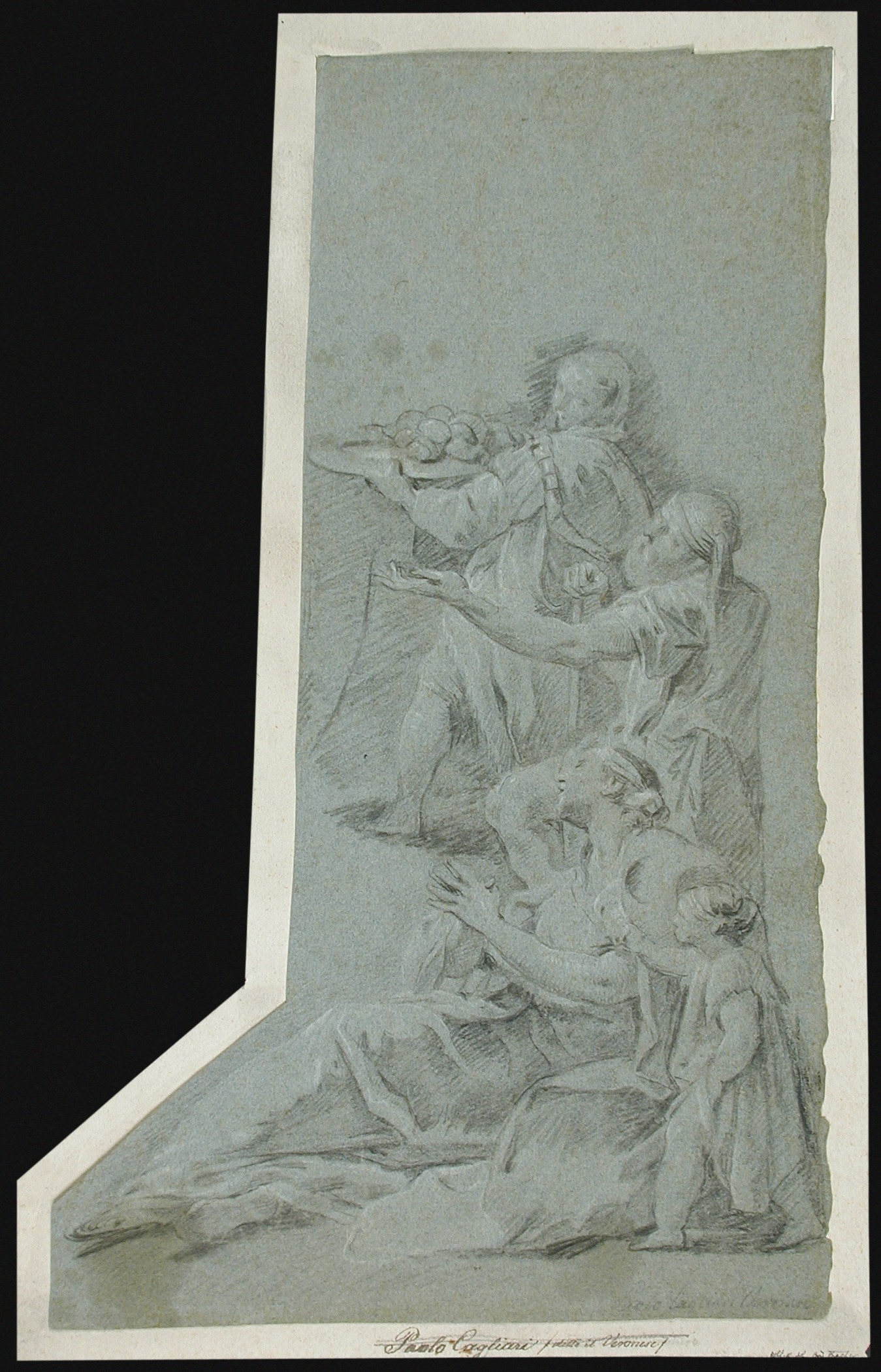
ジャンバッティスタ・ピットーニ, Group of Figures from a Banquet Scene, av. 1720
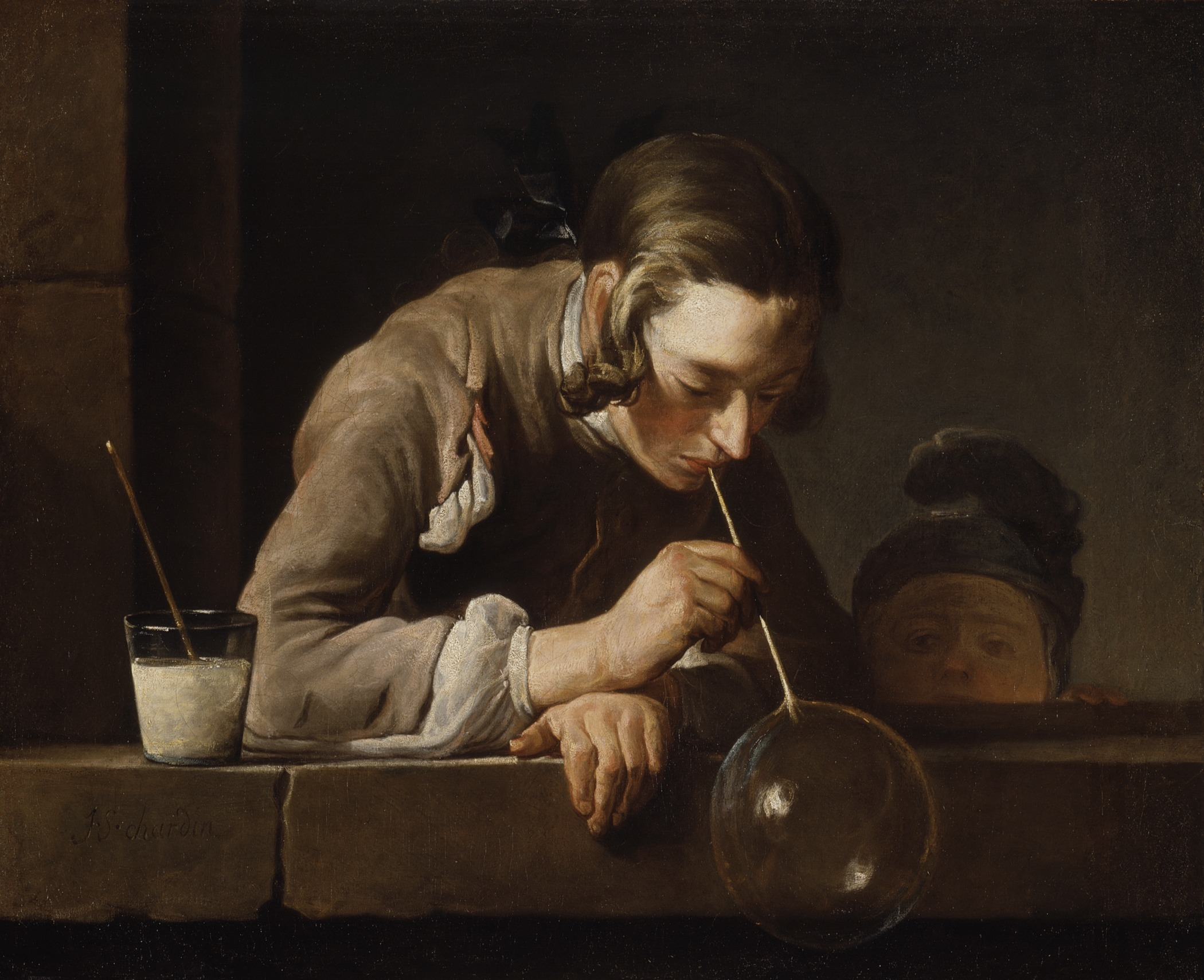
ジャン・シメオン・シャルダン,『シャボン玉遊び』, 1793年以降
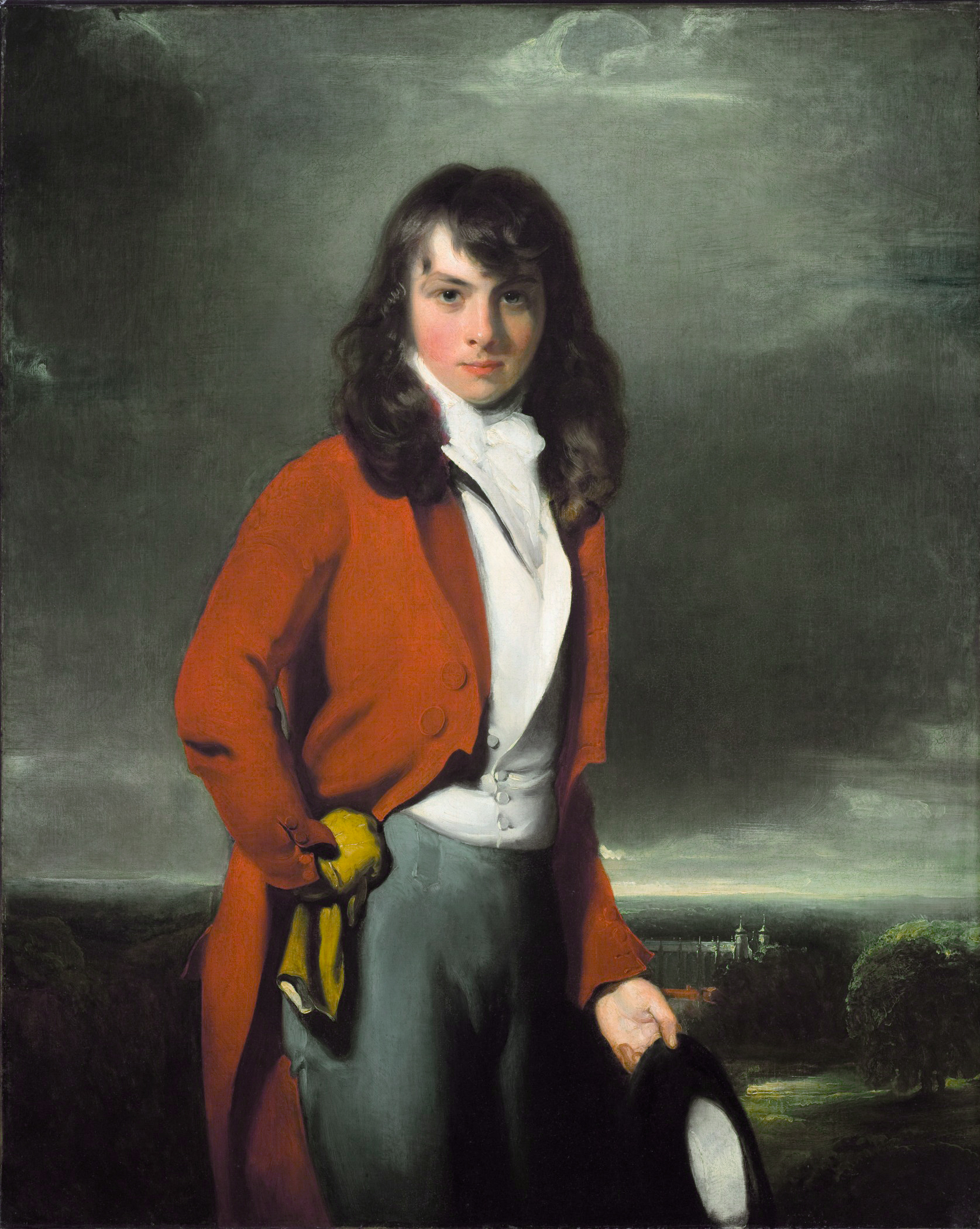
トーマス・ローレンス, Portrait of Arthur Atherley as an Etonian, 1791
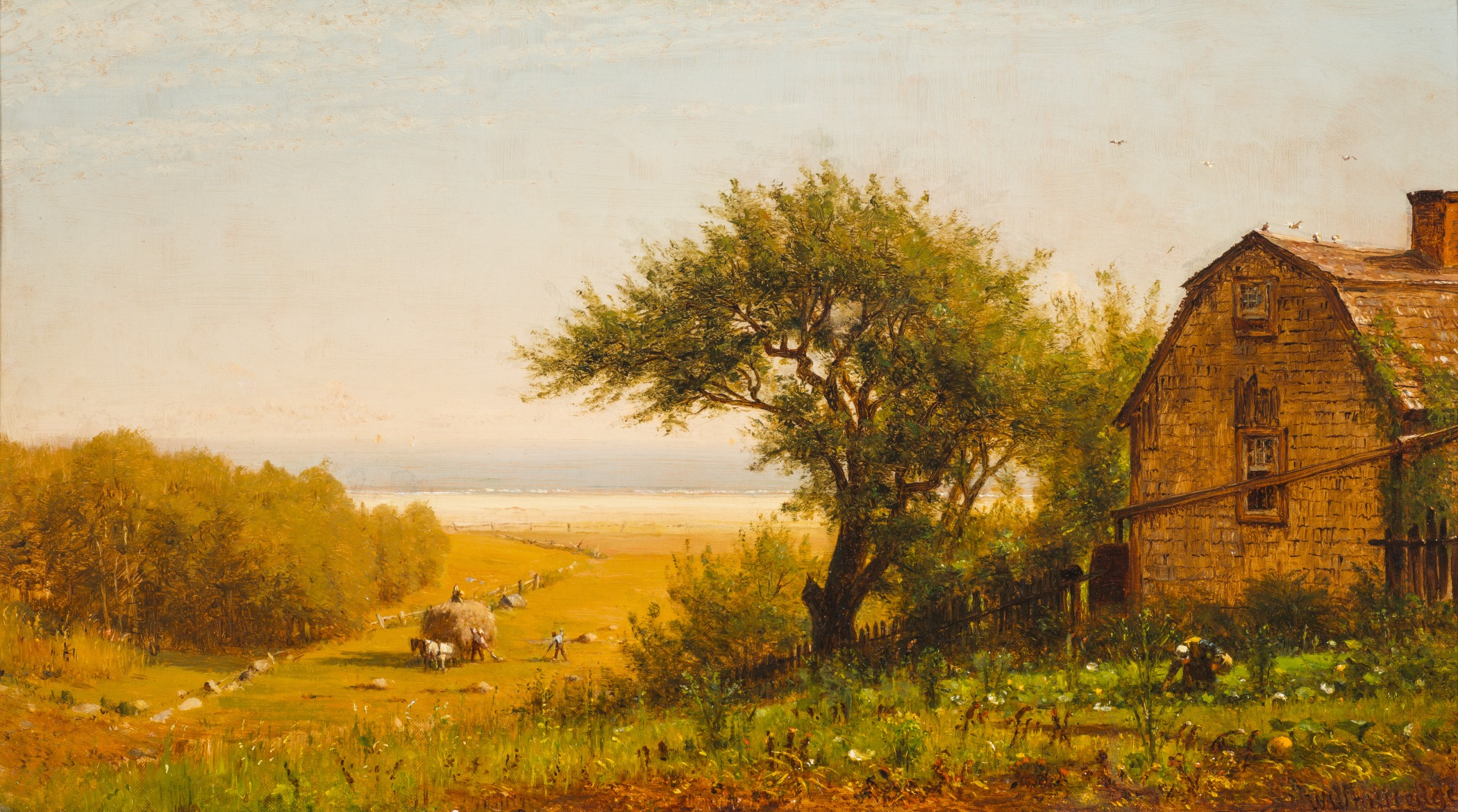
ワージントン・ウィットレッジ, A Home by the Seaside, circa 1872
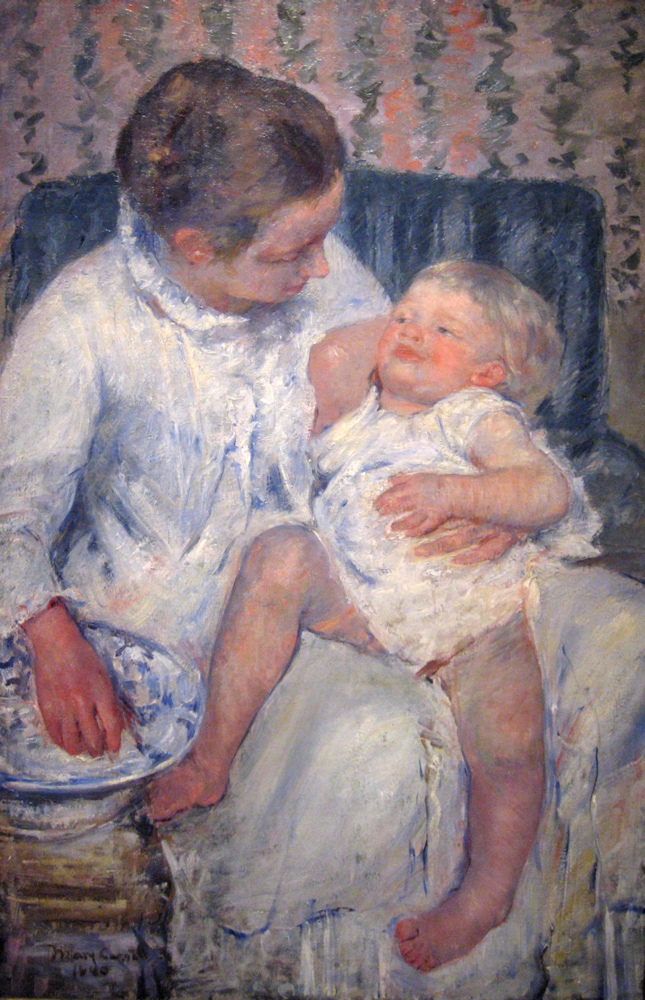
メアリー・カサット, Mother About to Wash Her Sleepy Child, 1880
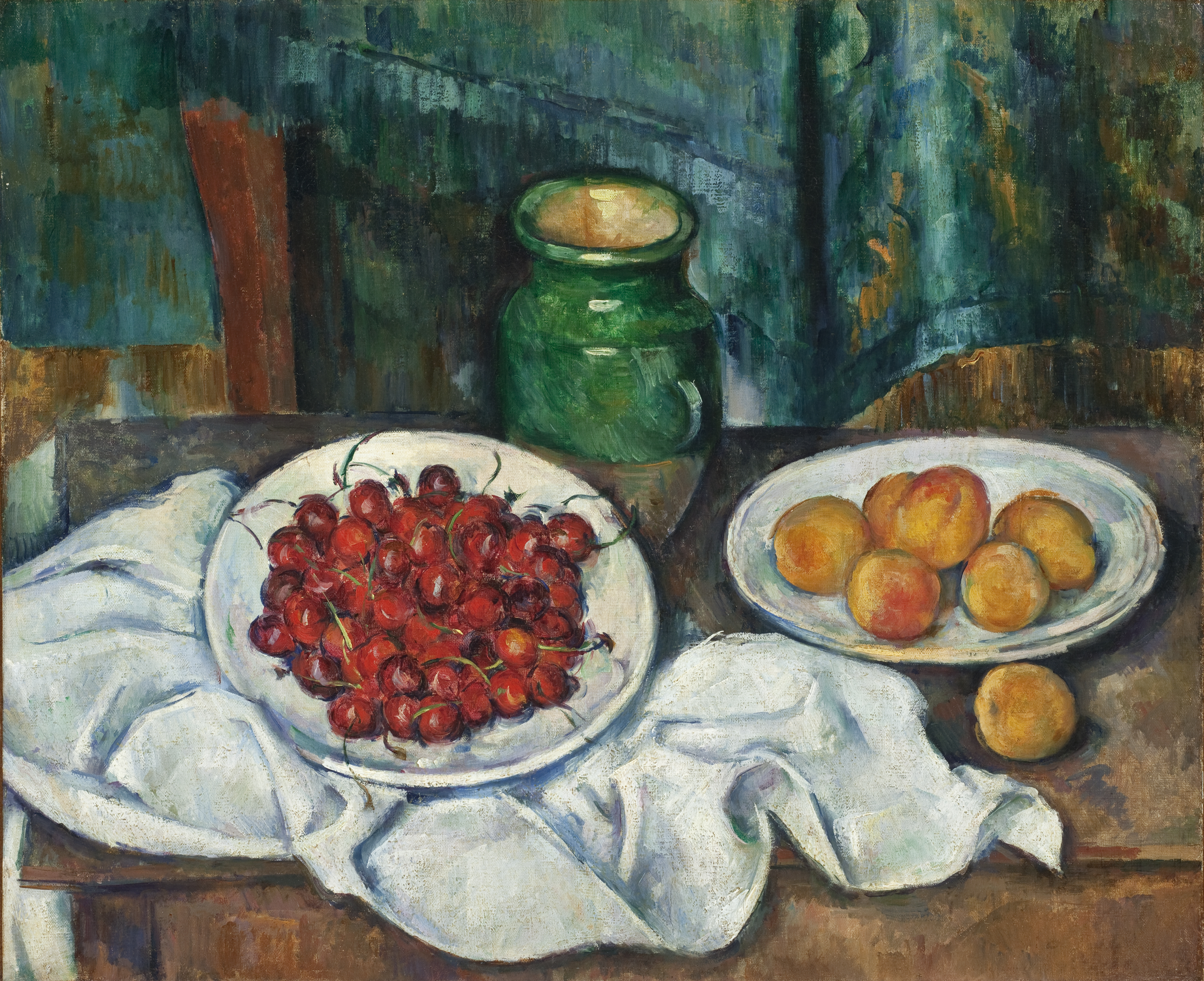
ポール・セザンヌ, Still Life with Cherries and Peaches, 1885
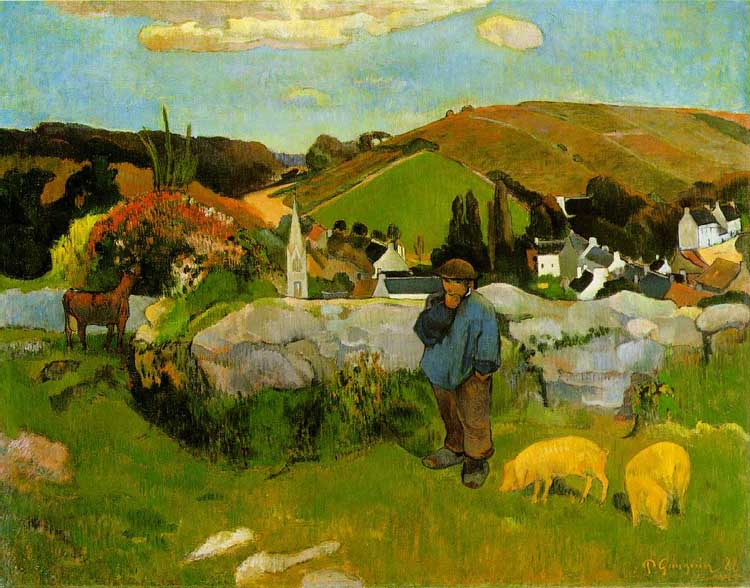
ポール・ゴーギャン, The Swineherd, 1888
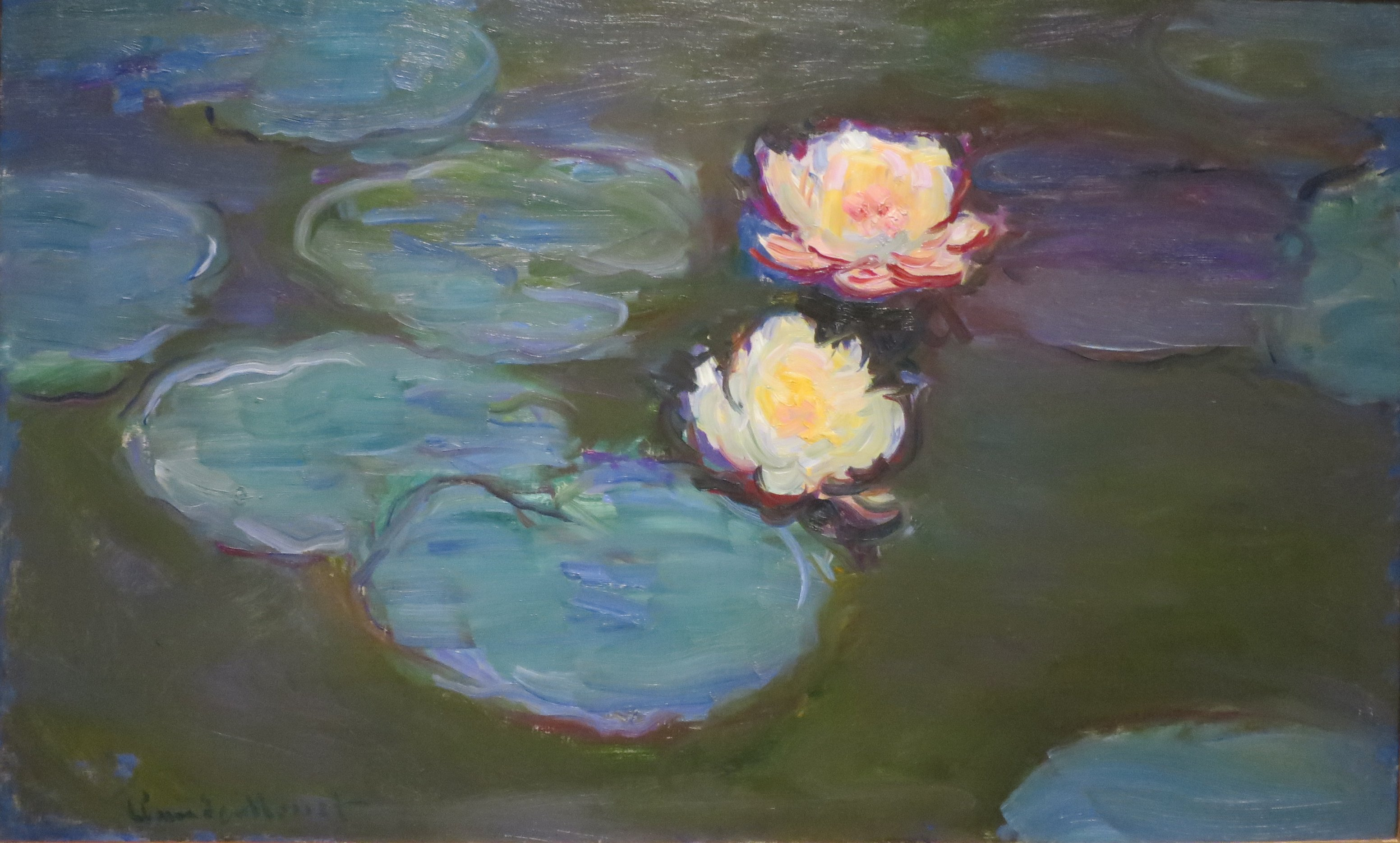
クロード・モネ, 睡蓮, 1897–1898
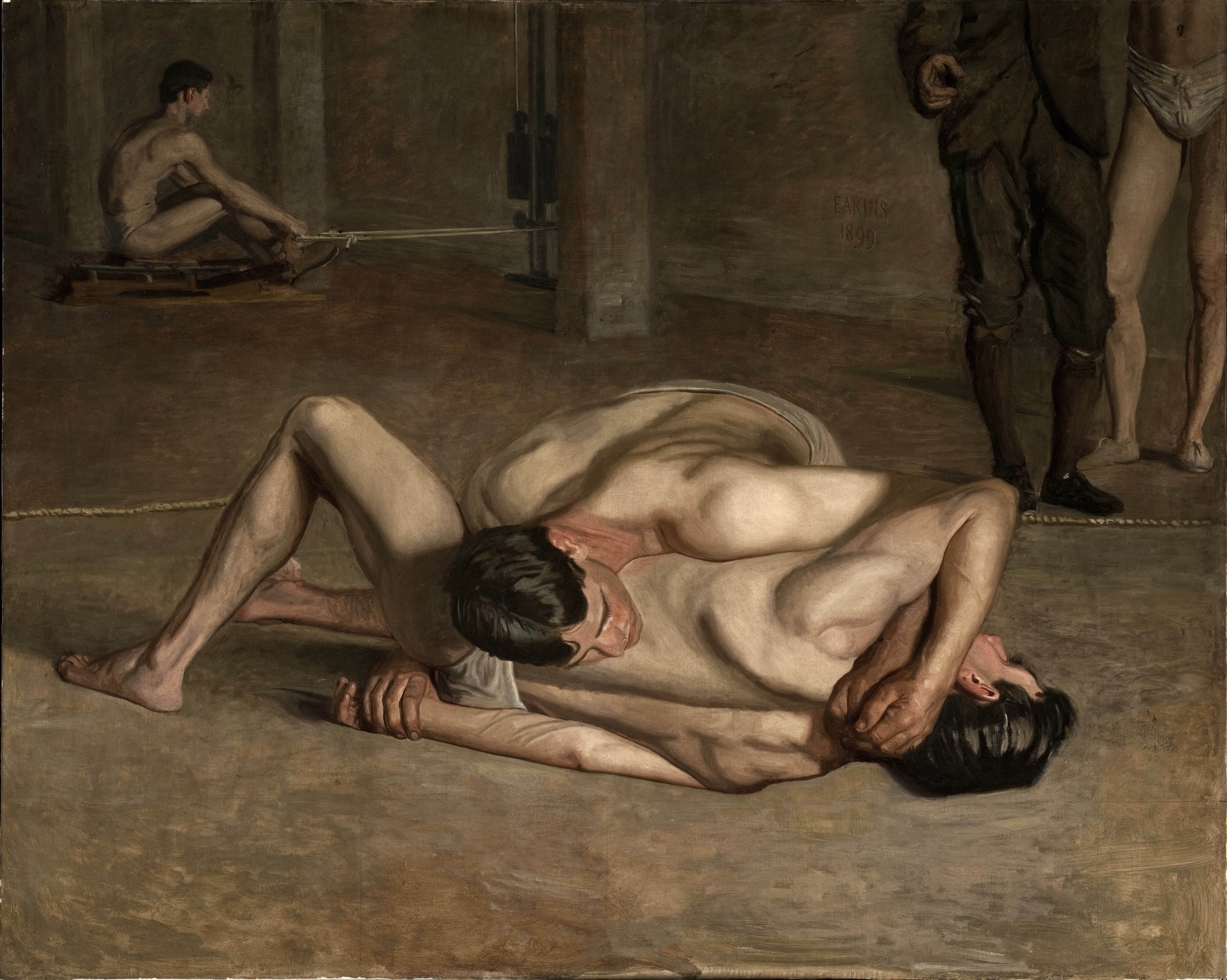
トマス・エイキンズ, Wrestlers, 1899
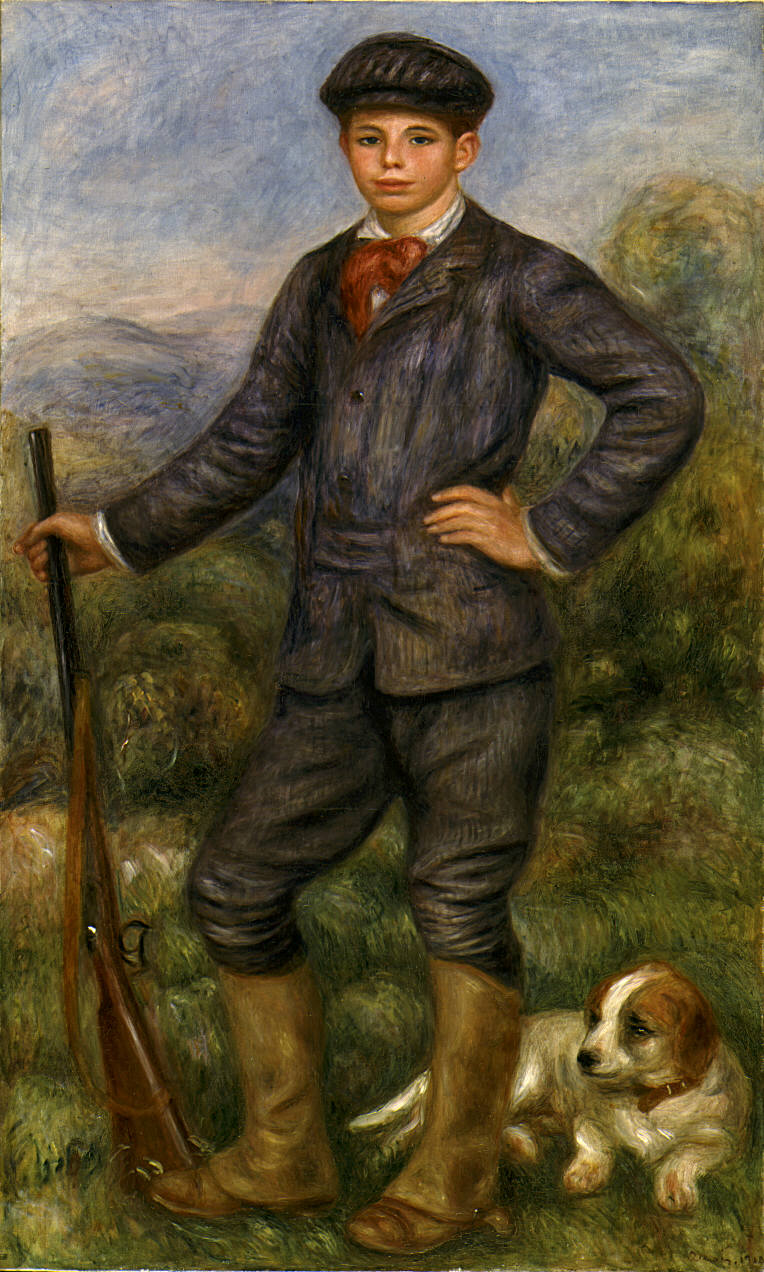
ピエール＝オーギュスト・ルノワール, Jean Renoir as a Hunter, 1910
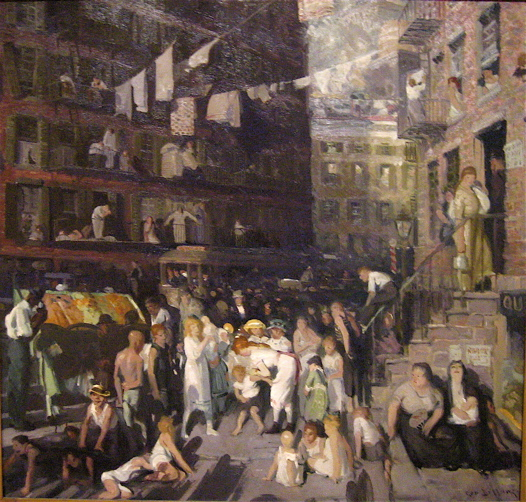
ジョージ・ベローズ, Cliff Dwellers, 1913
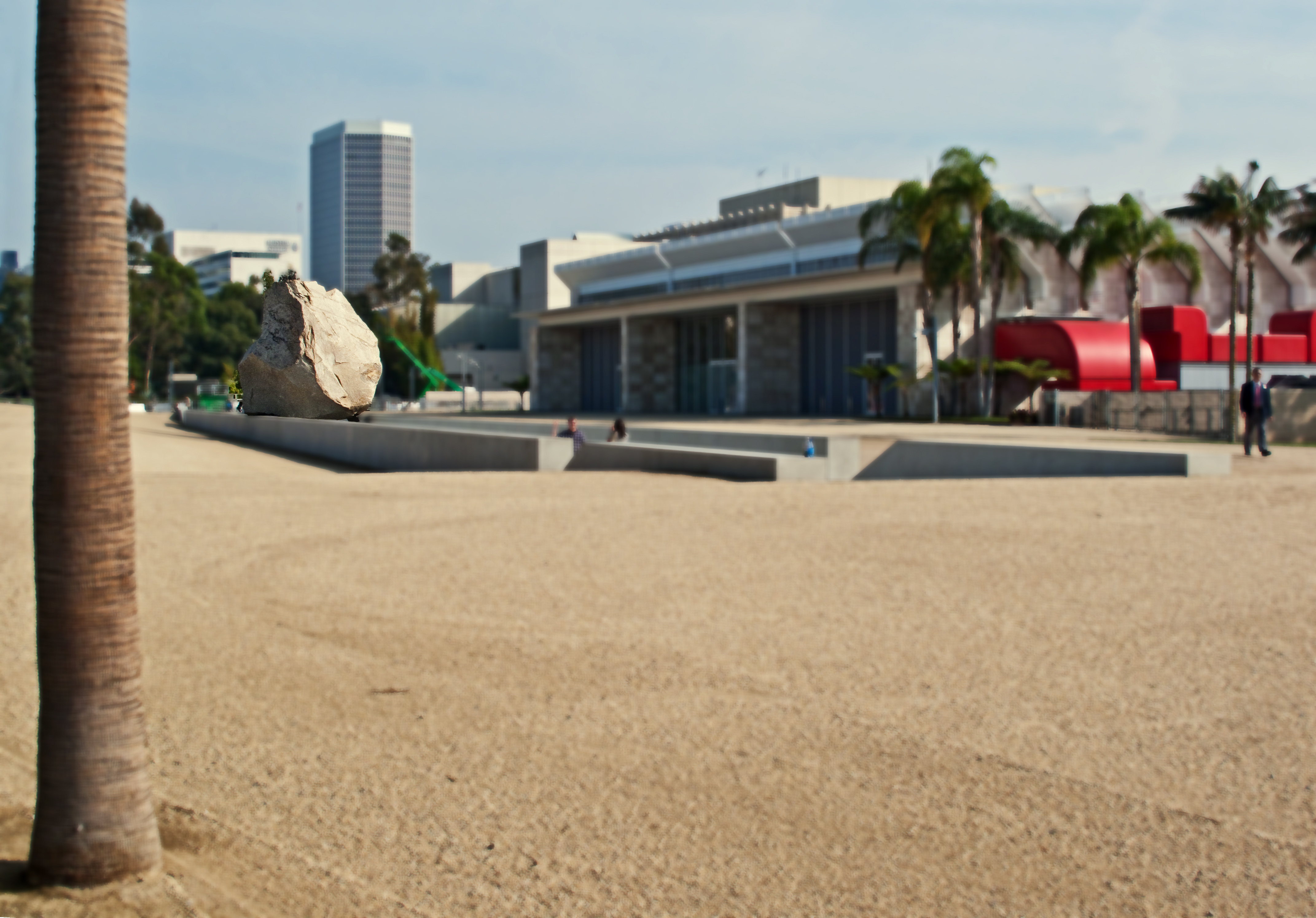
Michael Heizer, Levitated Mass, 2012
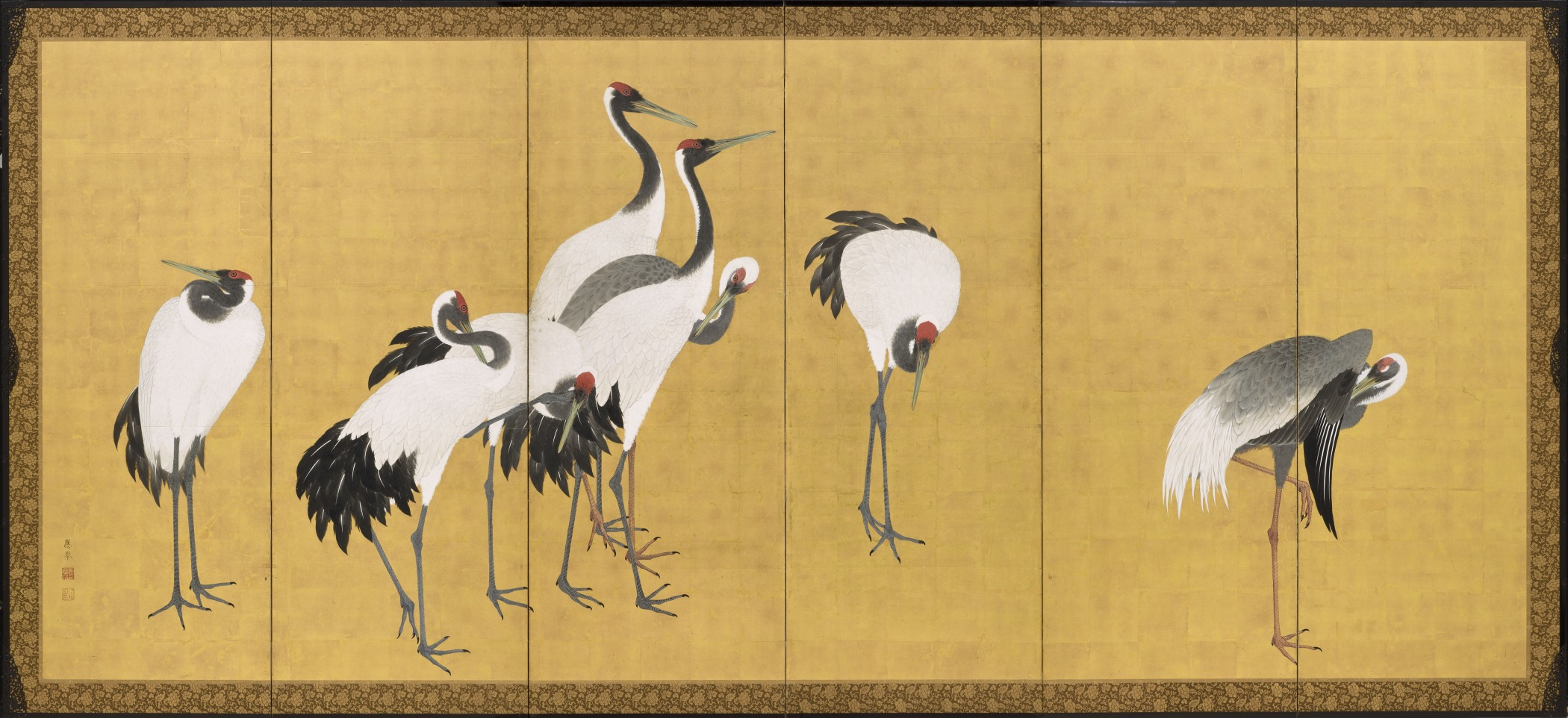
円山応挙, 群鶴図（左隻）, 1772
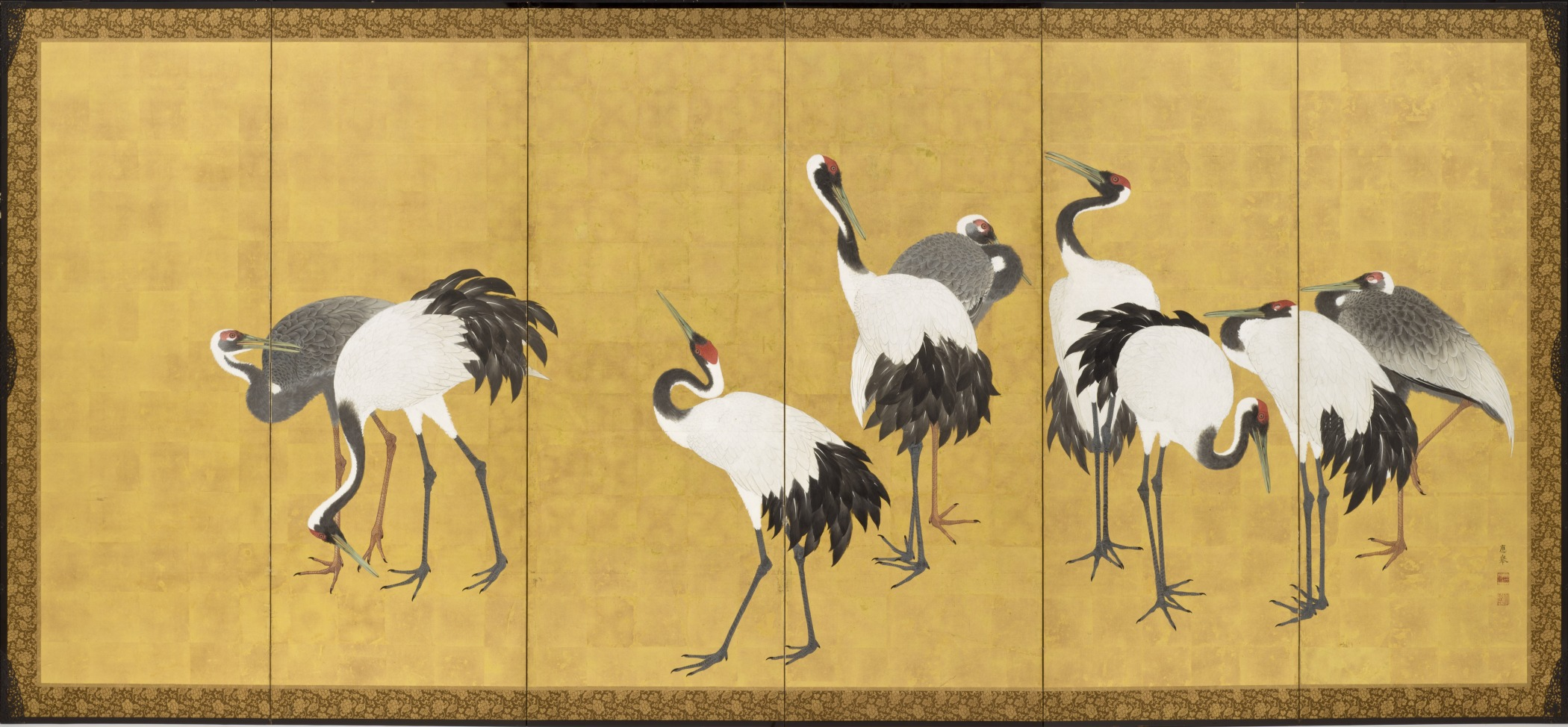
円山応挙, 群鶴図（右隻）, 1772